# 茨采什蒂鄉
45°01′N 25°00′E / 45.017°N 25.000°E
茨采什蒂鄉（羅馬尼亞語：Comuna Țițești, Argeș），是羅馬尼亞的鄉份，位於該國中南部，由阿爾傑什縣負責管轄，面積25平方公里，海拔高度427米，2007年人口4,931，人口密度每平方公里200人。